# Simonyi Zsigmond helyesírási verseny
A Magyar Nyelvtudományi Társaság – az Eötvös Loránd Tudományegyetem Magyar Nyelvtudományi és Finnugor Intézetének támogatásával – Kárpát-medencei helyesírási versenyt hirdet 1997 óta a Magyarországon, valamint a határon túli magyarlakta területeken tanuló általános iskolai 5–8. évfolyamos diákok számára.

## A verseny célja
A verseny célja a magyar nyelv ápolása, a nyelvhasználat iránt érzett felelősségtudat és az anyanyelv szeretetének erősítése. A versenyen a diákok helyesírási képességeit mérik. A verseny három fordulóból áll: területi döntő (február), megyei/fővárosi döntő (április) és Kárpát-medencei döntő (május). A diákok feladatlapokat töltenek ki és tollbamondásszövegeket írnak. A verseny anyaga 2004-től a Nemzeti alaptanterv követelményrendszerére épül. A verseny Simonyi Zsigmond nyelvész nevét viseli.

## Szervezők
A Simonyi Zsigmond Kárpát-medencei helyesírási verseny felelős szervezői:
Magyar Nyelvtudományi Társaság Magyartanári Tagozat
- A zsűri elnöke: Keszler Borbála
- A zsűri titkára: Antalné dr. Szabó Ágnes

## Díjazások
A Simonyi-versenyen minden évben a négy évfolyam első tíz helyezettjét díjazzák a szervezők.
Az eredményesen szereplő diákok elismerése és jutalmazása mellett figyelmet fordítanak a gyerekeket felkészítő tanárok munkájának elismerésére is. A Magyar Nyelvtudományi Társaság Arany Oklevéllel és értékes könyvcsomaggal jutalmazza azokat a magyartanárokat, akiknek már 4 diákjuk vett részt a Kárpát-medencei döntőn. 2005 óta Gyémánt Oklevéllel tünteti ki azokat a magyartanárokat, akiknek már 12 diákjuk jutott be a Kárpát-medencei döntőbe. Az Arany Oklevelet és a Gyémánt Oklevelet az alapítók döntése szerint kizárólag a versenyző diákok hivatalos magyartanárának lehet odaítélni.
A Simonyi Zsigmond helyesírási verseny 2007-ben ünnepelte indulásának 10. évfordulóját. Ezen alkalomból a szervezők Simonyi Zsigmond-serleggel jutalmazták azokat az iskolákat, ahonnan a legtöbb gyermek jutott el a Kárpát-medencei döntőre. 2007 óta minden évben a kiemelkedő pedagógiai munkát végző iskolák vehetik át a kitüntetést.

## Külső hivatkozások
- A Simonyi Zsigmond helyesírási verseny honlapja
- Antalné Szabó Ágnes szervező cikke a verseny történetéről (Magyar Nyelvőr)
- A Magyar Nyelvőr honlapja

### Cikkek a versenyről
- A Simonyi-verseny 15 éve (2012. június 30.)
- Nyírfák bálja – Kárpát-medencei döntőn vettek részt a magyar helyesen írók (2006. május 9.)
- Nálunk nem a látvány a lényeg (2006. június 9.)
- Ibolya néni és a toalett-tükör – A Simonyi Zsigmond helyesírási verseny döntősei káprázatosan ismerik a magyar nyelvet (2007. május 31.)